# SiN
SiN – gra komputerowa typu FPS stworzona w 1998 przez Ritual Entertainment. Wykorzystuje silnik graficzny używany także w Quake II. W 2006 pojawiła się gra SiN Episodes, kontynuująca wątki z SiN'a.

## Historia
Akcja gry osadzona jest w niedalekiej przyszłości. Głównym bohaterem jest pułkownik John R. Blade, lider oddziałów HARDCORPS, głównym przeciwnikiem zaś - seksowna Elexis Sinclaire, przywódczyni korporacji Sintek

## Rozgrywka
Gra jest rozbudowanym, szybkim FPS-em, który "czerpie pełną garścią z Unreala i Quake'a, oferując niekiedy bardzo podobne przeżycia". Wśród broni, którymi może posługiwać główny bohater, znajduje się podstawowy pistolet, lekki karabin maszynowy, shotgun, broń energetyczna czy rakietnica. Poziomy w grze są rozbudowane, umożliwiają przechodzenie ich różnymi ścieżkami, na wiele sposobów. Dodatkowo, gra zawiera "training facility", w których można trenować różne umiejętności w specjalnych salach treningowych, z wirtualnymi przeciwnikami.